# Lottia asmi
Lottia asmi är en snäckart som först beskrevs av Middendorff 1847.  Lottia asmi ingår i släktet Lottia och familjen Lottiidae. Inga underarter finns listade i Catalogue of Life.